# Marcoussis
Marcoussis là một xã trong vùng hành chính Île-de-France, thuộc tỉnh Essonne, quận Palaiseau, tổng Montlhéry. Tọa độ địa lý của xã là 48° 38' vĩ độ bắc, 02° 13' kinh độ đông. Marcoussis nằm trên độ cao trung bình là 85 mét trên mực nước biển, có điểm thấp nhất là 67 mét và điểm cao nhất là 172 mét. Xã có diện tích 16,80 km², dân số vào thời điểm 1999 là 7647 người; mật độ dân số là 455 người/km².

## Thông tin nhân khẩu
| 1982  | 1990  | 1999  | 2006  |
| ----- | ----- | ----- | ----- |
| 4.465 | 5.680 | 7.226 | 7.646 |

## Các thành phố kết nghĩa
- Waldsassen, Đức, 1970.
- Bérégadougou, Burkina Faso, 1998.
- , Mariánské Lázně, Cộng hòa Séc, 2006.
- Bản mẫu:Newton Stewart, Scotland

## Nhân vật nổi tiếng
- Catherine Henriette de Balzac d'Entragues, người tình của vua Henri IV của Pháp.
- Victor Adolphe Malte-Brun, qua đời tại Marcoussis
- Louis Marcoussis, họa sĩ
- Aymar de la Baume Pluvinel, nhà thiên văn học.

## Địa điểm tham quan
- Nhà thờ giáo khu Sainte-Marie-Madeleine
- Di tích của lâu đài Montaigu
- Château des Célestins (ngày nay là École des Arts)
- Di tích của Château de Bellejame